# USS Ranger (CV-61)
USS Ranger (CV-61) je bio američki nosač zrakoplova u sastavu Američke ratne mornarice i jedan od nosača klase Forrestal. Bio je deseti brod u službi Američke ratne mornarice koji nosi ime Ranger. Služio je od 1957. do 1993. godine.
Povučen je iz službe 1993. godine i čeka prenamjenu u brodski muzej.

### Zajednički poslužitelj
|  | Zajednički poslužitelj ima stranicu o temi USS Ranger (CV-61)    |
|  | Zajednički poslužitelj ima još gradiva o temi USS Ranger (CV-61) |